# Кодекс административного судопроизводства Российской Федерации
Кодекс административного судопроизводства Российской Федерации (КАС РФ) — кодифицированный нормативный правовой акт (федеральный закон), устанавливающий правила рассмотрения и разрешения Верховным Судом РФ, судами общей юрисдикции и мировыми судьями административных дел в Российской Федерации, в частности, о защите нарушенных или оспариваемых прав, свобод и законных интересов граждан, прав и законных интересов организаций, а также других административных дел, возникающих из административных и иных публичных правоотношений и связанных с осуществлением судебного контроля за законностью и обоснованностью осуществления государственных или иных публичных полномочий.
КАС РФ не применяется при рассмотрении дел об административных правонарушениях и дел об обращении взыскания на средства бюджетов бюджетной системы РФ; дела, возникающие из публичных правоотношений и отнесенные федеральным законом к компетенции Конституционного Суда Российской Федерации, арбитражных судов или подлежащие рассмотрению в ином судебном (процессуальном) порядке в Верховном Суде Российской Федерации, судах общей юрисдикции.
Вступлением в силу Кодекса административного судопроизводства РФ изменены и утратили силу некоторые положения Гражданско-процессуального Кодекса РФ, например, утратил силу подраздел III раздела II «Производство по делам, возникающим из публичных правоотношений» (главы 23—26.2), глава 22.1 «Производство по рассмотрению заявлений о присуждении компенсации за нарушение права на судопроизводство в разумный срок или права на исполнение судебного постановления в разумный срок», глава 35 «Госпитализация гражданина в медицинскую организацию, оказывающую психиатрическую помощь в стационарных условиях, в недобровольном порядке и психиатрическое освидетельствование в недобровольном порядке»; также внесены изменения в такие нормативно-правовые акты, как Налоговый Кодекс РФ, Закон Российской Федерации от 27 декабря 1991 года № 2124-1 «О средствах массовой информации», Федеральный закон «О прокуратуре Российской Федерации», Федеральный закон от 2 октября 2007 года № 229-ФЗ «Об исполнительном производстве» и другие.

## История принятия
Кодекс административного судопроизводства Российской Федерации принят Государственной думой 20 февраля 2015 года, одобрен Советом Федерации 25 февраля 2015 года и подписан Президентом Российской Федерации 8 марта 2015 года, вступил в силу с 15 сентября 2015 года, за исключением отдельных положений, для которых установлен другой срок вступления в силу (согласно Федеральному закону от 8 марта 2015 года № 22-ФЗ «О введении в действие Кодекса административного судопроизводства Российской Федерации»).

## Требование
С 8 марта 2015 года на основании статьи 126 КАС административный истец, в случае, если он намерен вести дело, где обязательно наличие представителя и по тем категориям дел, где представительство необходимо, самостоятельно, обязан иметь высшее юридическое образование или обращаться в суд через своего представителя по нотариальной доверенности либо акту, управомачивающему такое представительство. В соответствии со статьёй 55 КАС представителями в суде по административным делам могут быть адвокаты и иные лица, обладающие полной дееспособностью, не состоящие под опекой или попечительством и имеющие высшее юридическое образование. Если по категории дела нет указания на обязательное представительство, лицо имеет право, не имея высшего юридического образования, представлять самостоятельно своё дело в суде.

## Структура кодекса
- Раздел I. «Общие положения» (главы 1—10) содержит общие принципы действия Кодекса, перечень дел, рассматриваемых с применением данного Кодекса, требования к составу и компетенции суда, определяет правовое положение лиц, участвующих в деле, принципы представительства и доказывания, мер предварительной защиты, процессуальных сроков, требования к расчёту и распределению судебных расходов, а также условия оповещения заинтересованных лиц о процессуальных действиях.
- Раздел II. «Меры процессуального принуждения» (глава 11, статьи 116—123) рассматривает понятие, виды, основания и порядок применения действий, которые применяются к лицам, нарушающим установленные в суде правила и препятствующим осуществлению административного судопроизводства.
- Раздел III. «Общие правила производства в суде первой инстанции» (главы 12—20) посвящён рассмотрению и разрешению административных дел по существу с момента подачи административного искового заявления до решения суда, приостановления производства. Также разделом установлены правила оформления определений суда и протоколов.
- Раздел IV. «Особенности производства по отдельным категориям административных дел» (главы 21—32) содержит перечень административных дел и отличительных особенностей производства по ним.
- Раздел V. «Упрощённое (письменное) производство по административным делам» (глава 33) устанавливает условия и особенности рассмотрения административных дел в упрощённом порядке.
- Раздел VI. «Производство в суде апелляционной инстанции» (глава 34) посвящён апелляционному пересмотру решений, не вступивших в силу.
- Раздел VII. «Пересмотр вступивших в законную силу судебных постановлений» (главы 35-37) посвящён производству в судах кассационной и надзорной инстанций, а также пересмотру действующих судебных актов по новым или вновь открывшимся обстоятельствам.
- Раздел VIII. «Процессуальные вопросы, связанные с исполнением судебных актов по административным делам и разрешаемые судом» (глава 38) посвящён вопросам исполнительного производства.
- Раздел IX. «Заключительные положения» (глава 39) регламентирует порядок введения в действие настоящего Кодекса.